# Chemokinese

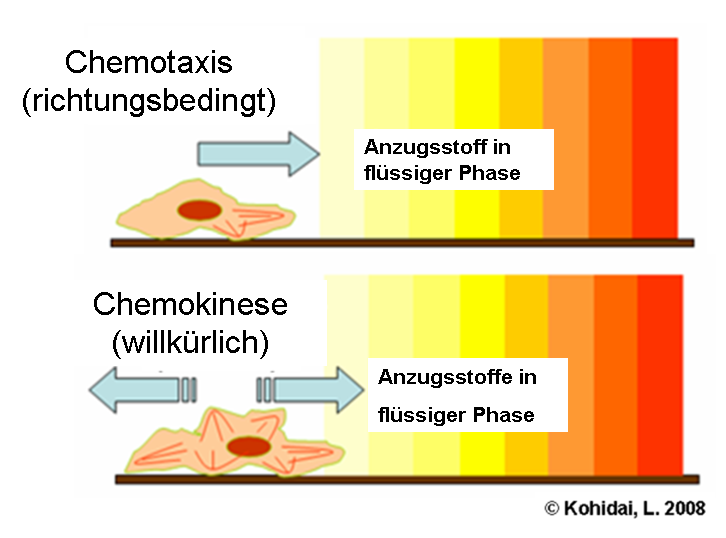
Chemotaxis und Chemokinese

Als Chemokinese bezeichnet man eine Reaktion von einzelligen prokaryotischen oder eukaryotischen Organismen oder Zellen auf Chemikalien, die eine Veränderung im Schwimm- und Migrationsverhalten hervorrufen. Solche Veränderungen können unter anderem einen Anstieg oder eine Abnahme der Geschwindigkeit, Richtungs-,  Frequenz- und Amplitudenwechsel der Bewegung verursachen. Im Vergleich zur Chemotaxis und Haptotaxis hat die Chemokinese ungerichtete Anteile.
Wegen dieser ungerichteten Anteile wird die Chemokinese auch anders untersucht als die Chemotaxis. Eine der effektivsten Methoden der Messung von Chemokinese ist die mit Hilfe eines Computers und die sogenannte „checker board analysis“. Diese liefert Daten über die Wanderung (Migration) von identischen Zellen. Eine andere Methode für Protozoen (z. B. Tetrahymena) ist die Messung der Opaleszenz.